# Dalibor Bagarić
Dalibor Bagarić (München, 7. veljače 1980.) bivši je hrvatski profesionalni košarkaš. Igrao je na poziciji centra. Od 2000. do 2003. igrao je u NBA za Chicago Bullse. 

## Karijera
Visoki centar od 2,16 m i težak 130 kg, prosječno je u hrvatskom Benstonu iz Zagreba postizao 18.3 poena i 10.4 skokova po susretu. Bullsi su ga na draftu 2000. izabrali u prvom krugu, kao 24. ukupno. U NBA-u je imao veoma tešku prilagodbu i nikada nije prosječno zabijao više od 3.7 poena i 3.2 skoka. Veću minutažu nije uspio izboriti pokraj Eddy Currya i Tysona Chandlera. U Europu se vraća 2003. kada Bullsi otkupljuju njegov ugovor i kao slobodan igrač potpisuje za grčki Olympiacos. Već nakon samo jedne sezone provedene u grčkom "divu" odlazi u talijanski Fortitudo. U ljeto 2006. prelazi iz Fortituda u španjolskog ACB ligaša Akasvayu Gironu. U rujnu 2007. natrag se vraća u Fortitudo iz Bologne i s njima potpisuje jednogodišnji ugovor. Kako je klub u sezoni 2008./09. ispao u drugu, a kasnije u treću talijansku ligi, Bagarić je dobio slobodne ruke u pronalasku novog kluba. 22. kolovoza 2009. potpisao je za bivši klub Cibonu Zagreb.

## Hrvatska reprezentacija
Iako je bio povremeni član hrvatske reprezentacije, u ljeto 2007. je na pripremema za Eurobasket samovoljno napustio kamp, tada dolazi do svađe između njega i Jasmina Repeše zbog toga što ga je izbornik prijavio FIBA-i. Od tada nije više zaigrao u hrvatskom dresu. 

## Vanjske poveznice
- Profil na NBA.com
- Profil na ACB.com